# Pacyfikacja Wywłoczki
Pacyfikacja Wywłoczki – masowy mord na polskiej ludności cywilnej dokonany przez okupantów niemieckich 30 marca 1942 roku, następnie 15 grudnia 1942 i 31 marca 1943 we wsi Wywłoczka w gminie Zwierzyniec na Zamojszczyźnie.

## Geneza
Pierwszą pacyfikację Niemcy przeprowadzili 30 marca 1942. Zamordowali wówczas kilkanaście osób i spalili dużą część wsi. Po raz kolejny wieś została spacyfikowana 15 grudnia 1942. Niemieccy żandarmi zabili wówczas sześciu ludzi. Po raz trzeci Wywłoczka została spacyfikowana 31 marca 1943. Wojsko i żandarmeria niemiecka spędziły ludność wsi na plac. Wieś została splądrowana, domy i ludność ograbiono. Niemcy spalili około 150 zabudowań. Zabili też wielu mieszkańców wsi. W palących się budynkach spłonęły żywcem cztery osoby. Resztę ludności wysiedlono do obozu w Zwierzyńcu. Dwóch starców, nie mogących nadążyć za kolumną wysiedlonych, Niemcy zastrzelili w drodze do Zwierzyńca. Część z ludności wywieziono do obozów niemieckich: Rotundy w Zamościu i do KL Lublin na Majdanku. Pretekstem do trzeciej pacyfikacji było wykolejenie wojskowego pociągu. 
Ofiary pacyfikacji zostały pochowane na cmentarzu w Wywłoczce.